# Senecio albo-punctatus
Senecio albo-punctatus là một loài thực vật có hoa trong họ Cúc. Loài này được Bolus miêu tả khoa học đầu tiên.